# Carl Beeck
Carl August Beeck (* um 1783; † 19. Januar 1840 in Karlsruhe) war ein deutscher Verwaltungsbeamter.

## Leben
Carl Beeck studierte an der Ruprecht-Karls-Universität Heidelberg Rechtswissenschaft. 1804 wurde er Mitglied des Corps Rhenania Heidelberg. Noch im selben Jahr wurde er Rechtspraktikant, 1806 Advokat in Karlsruhe und in der Folge Garnisonsauditor in Rastatt. 1810 wurde er Justiz- und Kameralamtmann in Zwingenberg. 1813 wurde er zum Amtmann und Amtsvorstand des Bezirksamts Eberbach ernannt. 1819 wechselte er als Amtsvorstand zum Bezirksamt Achern. 1823 erfolgte seine Ernennung zum Oberamtmann und Amtsvorstand des Bezirksamts Offenburg. 1825 wurde er als Ministerialrat in das Ministerium des Innern nach Karlsruhe berufen. 1829 wurde er dort Ministerial-Kommissär bei der Direktion des Wasser- und Straßenbaus. 1832 wurde er Regierungsdirektor des Oberrheinkreises in Freiburg. Von 1835 bis zu seinem Tod 1840 war er Direktor der Katholischen Kirchen-Ministerial-Sektion in Karlsruhe.

## Auszeichnungen
- Ernennung zum Geheimen Referendär, 1830
- Ernennung zum Geheimen Rat 2. Klasse, 1832
- Ritterkreuz 1. Klasse des Ordens vom Zähringer Löwen, 1832
- Kommandeurkreuz des Ordens vom Zähringer Löwen, 1837